# 老大人
《老大人》是一部2019年上映的親情類型的劇情片。原名為《老杯》。由小戽斗、喜翔、黃嘉千、曹晏豪、李友珊領銜主演。於2018年4月底殺青。本片是小戽斗生前演出的最後一部電影。故事題材是台灣電影中較為少見的老年情感與高齡生活，曾獲得105年優良劇本獎的《阿爸的西米囉》，敘述80多歲的老人金茂堅持住在鄉下，不願到城市與兒女生活，進而引發連串的風波。

## 劇情簡介
故事描述年逾八十的金茂，雖然育有一兒一女，獨自居住於平溪的透天厝，每當想找人說說話時就會爬上山頭，在妻子的墓旁坐上好幾個小時，和妻子聊聊最近的所見所聞，沒想到突然其來的一場事故，讓金茂暫時失去自理能力，兒子益正表示礙於要照顧妻子無法搬回老家，心急的女兒玉珍自願回家照顧金茂，卻也意外發現金茂深藏多年的秘密和一只神秘老皮箱。一套穿不下的舊西裝，帶出了金茂厭世的念頭。唯一能讓金茂打消此念頭的，就是他那尚未成婚的金孫凱凱。這天，玉珍推輪椅帶金茂上街，欲為不知何時才會舉辦的婚禮去訂做新西裝。殊不知，西裝對金茂而言，早已有著完全是另一層面的象徵意涵。他一心只想回到平溪，去走上最後的一哩路……。

## 演員陣容

### 主要演員
| 演員姓名 | 角色名稱 | 介紹                   |
| 小戽斗   | 金茂     | 年逾80歲，獨居於平溪。 |
| 喜翔     | 益正     | 金茂的兒子。           |
| 黃嘉千   | 玉珍     | 金茂的女兒。           |
| 曹晏豪   | 凱凱     | 金茂的孫子。           |
| 李友珊   | 小潔     | 凱凱的女朋友。         |

## 電影歌曲
| 曲別 | 歌名     | 演唱者 | 作詞   | 作曲   | 備註 |
|      | 阿爸食飯 | 黃嘉千 | 謝銘祐 | 李銘杰 |      |

## 工作人員
- 監製：唐在揚
- 製作人：
- 導演：洪伯豪
- 編劇：林彣政
- 美術指導：李天爵
- 製作公司：興揚電影有限公司、北京嘉映文化传媒有限公司、海寧鐵暮真文化傳媒有限公司、mm2滿滿額娛樂有限公司、中藝國際影視股份有限公司

## 拍攝場景
新北市 平溪區 菁桐

## 獎項紀錄
| 年份 | 年份             | 獎項         | 提名者                   | 結果 |
| ---- | ---------------- | ------------ | ------------------------ | ---- |
| 2018 | 第55屆金馬獎     | 最佳女配角   | 黃嘉千                   | 提名 |
| 2019 | 第21屆臺北電影獎 | 百萬首獎     | 老大人                   | 提名 |
| 2019 | 第21屆臺北電影獎 | 最佳劇情長片 | 老大人                   | 獲獎 |
| 2019 | 第21屆臺北電影獎 | 最佳導演     | 洪伯豪                   | 提名 |
| 2019 | 第21屆臺北電影獎 | 最佳男主角   | 小戽斗                   | 獲獎 |
| 2019 | 第21屆臺北電影獎 | 最佳男配角   | 喜翔                     | 提名 |
| 2019 | 第21屆臺北電影獎 | 最佳女配角   | 黃嘉千                   | 獲獎 |
| 2019 | 第21屆臺北電影獎 | 最佳編劇     | 林彣政                   | 提名 |
| 2019 | 第21屆臺北電影獎 | 最佳攝影     | 周以文                   | 獲獎 |
| 2019 | 第21屆臺北電影獎 | 最佳剪輯     | 陳曉東                   | 提名 |
| 2019 | 第21屆臺北電影獎 | 最佳美術設計 | 李天爵、廖文鈴           | 提名 |
| 2019 | 第21屆臺北電影獎 | 最佳造型設計 | 李雨凡                   | 提名 |
| 2019 | 第21屆臺北電影獎 | 最佳聲音設計 | 蔡瀚陞、好多聲音、鍾勝鈞 | 提名 |

### 腳註
1. ↑   (PDF). 國家電影中心. 2019-06-20  [2020-09-17]. （原始内容存档 (PDF)于2019-07-13）.

### 外部連結
- 楊景婷.曹晏豪破台語尬國寶　小戽斗天天操到「秒睡」 （页面存档备份，存于）.明潮 M'INT.2018-04-15
- 親情片《老杯。》 小戽斗與黃嘉千曹晏豪主演 （页面存档备份，存于）.大紀元.2018-04-16
- 王丹荷.「老杯。」平溪探班 眾星放天燈祈福 （页面存档备份，存于）.青年日報社.2018-04-15
- 文｜翁健偉/攝影｜陳仁萱.黃嘉千把台語說成法文　小戽斗演老杯差點當小狗 （页面存档备份，存于）.鏡週刊 Mirror Media.2018-04-16

- 老大人的Facebook專頁
- MM2 Entertainment Taiwan的Facebook專頁
- 互联网电影数据库（IMDb）上《老大人》的资料（英文）
- Yahoo奇摩電影上《老大人》的資料（繁體中文）
- 開眼電影網上《老大人》的資料（繁體中文）
- 豆瓣电影上《老大人》的資料 （简体中文）
- 时光网上《老大人》的資料（简体中文）